# マロリー・マルタン
マロリー・マルタン（Malaury MARTIN, 1988年8月25日 - ）は、フランス・ニース出身の元サッカー選手。現役時代のポジションはミッドフィールダー。

## 経歴
ASモナコのリザーブチームではキャプテンを務め、2008-09シーズンは経験を積むためニーム・オリンピックへとレンタル移籍した。2009-10シーズンはモナコに復帰するも出場機会に恵まれず、契約満了に伴い2010-11シーズンにブラックプールFCに移籍した。
エリテセリエンのリールストロムSK退団後の2017年1月17日、スコティッシュ・プレミアシップのハート・オブ・ミドロシアンFCと3年半の契約を交わした。
2019年8月25日、SSDパレルモに加入した。
2021年8月26日、ASカザーレ・カルチョに移籍した。
2022年10月11日、現役引退を表明した。

## 代表歴
1988年世代の中心選手。各世代の代表でキャプテンを務め、2007年にはUEFA U-19欧州選手権で準優勝した。

## 所属クラブ
- ASモナコ 2006-2010

→  ニーム・オリンピック 2008-2009　(loan)
- ブラックプールFC 2010-2011
- ミドルズブラFC 2011-2012
- FCローザンヌ＝スポール 2013
- サンドネス・ウルフ 2014-2015
- リールストロムSK 2015-2017
- ハート・オブ・ミドロシアンFC 2017-2019

→  ダンファームリン・アスレティックFC 2018　(loan)
- USチッタ・ディ・パレルモ 2019-2021
- ASカザーレ・カルチョ 2021-2022